# Нютон
Тази статия е за мерната единица. За английския физик вижте Исак Нютон.
Нютонът (символ: N) е единицата за сила от Международната система единици. Тя е определена като силата, необходима за придаване на ускорение от 1 m/s² на свободно тяло с маса 1 kg. Нютонът е производна единица, която се изразява чрез основни единици по следния начин:
1 N = 1 kg · m /s2
Мерната единица е наречена в чест на английския физик Исак Нютон.
Друго определение на нютон е, че това е силата, придаваща импулс от 1 kg·m/s. Това означава, че ако сила от 1 нютон е постоянно приложена към тяло с маса 1 kg, то всяка секунда скоростта му ще се увеличава с 1 m/s.
Двете горни определения произтичат пряко от Втория закон на Нютон, F = m.a, където F е силата, m – масата на тялото, върху което е приложена силата и a е неговото ускорение. Същият смисъл има и уравнението за тежестта: G = m.g, където G е тежестта на тялото, m – масата на тялото и g е земното ускорение. Формулата работи и за други небесни тела, но трябва да се постави притеглянето на съответната планета, защото гравитацията е различна. Силата F и теглото (по-точно силата на тежестта) G са векторни величини и се измерват в нютони [N], а масата m е скаларна величина и се измерва в килограми [kg].
За нашата планета земното притегляне е 9,81 m/s², което означава, че тяло с маса 1 kg тежи 9,81 N, или, което е същото, Земята притегля със сила 10 N тяло с маса 1,020 kg.
Нютонът е малка величина. Затова в практиката често се използват десетични кратни представки, като например kN = 1000 N, MN = 106 N и т.н.